# Masao Azuma
Masao Azuma 東 雅雄, Azuma Masao (Osaka, 24 de março de 1971) é um ex-motociclista japonês.